# Tetrix longzhouensis
Tetrix longzhouensis är en insektsart som beskrevs av Zheng, Z. och G. Jiang 2000. Tetrix longzhouensis ingår i släktet Tetrix och familjen torngräshoppor. Inga underarter finns listade i Catalogue of Life.